# David Culley
David Wayne Culley (Sparta, 17 settembre 1955) è un ex giocatore di football americano e allenatore di football americano statunitense.

## Biografia
Nasce e cresce a Sparta, Tennessee, e in gioventù frequenta la White County High School, praticando la pallacanestro (come playmaker), il baseball (come lanciatore) e il football americano (come quarterback). Trascorre gli anni universitari all'università Vanderbilt, dove ha modo di militare nella formazione collegiale dei Commodores come quarterback, risultando il primo afroamericano nella storia dell'ateneo a ricoprire tale ruolo.

## Carriera

### Esordi
Terminato il college, nel 1978 viene ingaggiato come allenatore dei running back dalla Austin Peay State University. L'anno seguente si ricongiunge ai Commodores della Vanderbilt come allenatore dei wide receiver, incarico che mantiene per tre stagioni. Nel 1982 si trasferisce quindi alla Middle Tennessee State University come allenatore dei quarterback e dei running back. Torna ad essere allenatore dei wide receiver nel 1983, per l'università del Tennessee a Chattanooga. Dal 1985 al 1988 è invece allenatore dei quarterback all'università della Louisiana a Lafayette. Nel 1989 e nel 1990 è coordinatore offensivo all'università del Texas a El Paso, oltre che allenatore dei running back e dei wide receiver. Tra il 1991 e il 1993 è invece allenatore dei wide receiver alla Texas A&M University.

### Anni in NFL
Nel 1994 viene ingaggiato come allenatore dei wide receiver dai Tampa Bay Buccaneers, su iniziativa dell'allora capo allenatore Sam Wyche. Nel 1996 passa quindi ai Pittsburgh Steelers, dove è nuovamente allenatore dei wide receiver, sotto la guida tecnica di Bill Cowher. A partire dal 1999 è allenatore dei wide receiver per i Philadelphia Eagles, sotto la guida di Andy Reid; gli anni di Culley in forza agli Eagles si contraddistinguono per il raggiungimento di quattro NFC Championship Game consecutivi (tra il 2001 e il 2004), di cui uno (2004) vinto, al quale fece però seguito la sconfitta al Super Bowl XXXIX contro i New England Patriots. Per le stagioni 2011 e 2012, oltre a mantenere il ruolo di allenatore dei wide receiver, Culley è anche senior offensive assistant.
Lascia gli Eagles nel 2013 per trasferirsi ai Kansas City Chiefs, dove ritrova il capo allenatore Andy Reid, del quale è anche assistente. Dopo quattro stagioni, nel 2017 Culley si trasferisce ai Buffalo Bills come allenatore dei quarterback: nella sua prima annata a New York, Culley contribuisce a riportare i Bills ai playoff di NFL a 18 anni dall'ultimo precedente. Nel 2019 si accasa invece ai Baltimore Ravens come assistente del capo allenatore John Harbaugh (con cui aveva già lavorato tra il 1999 e il 2007 agli Eagles), come allenatore dei wide receiver e come coordinatore dei passaggi.
Il 29 gennaio 2021 viene ingaggiato come capo allenatore dagli Houston Texans. Debutta in tale incarico il 12 settembre seguente, conquistando la vittoria in week 1 sui Jacksonville Jaguars. La stagione si conclude con un bilancio di regular season di 4-13, che vale ai Texans il terzo posto divisionale e il quindicesimo posto nella AFC. Il 13 gennaio 2022 viene comunicato il licenziamento di Culley come capo allenatore dei texani.

## Statistiche
| Squadra         | Anno            | Stagione regolare | Stagione regolare | Stagione regolare | Stagione regolare | Stagione regolare | Playoff | Playoff | Playoff   |
| Squadra         | Anno            | Vinte             | Perse             | Pareggiate        | %                 | Posizione         | Vinte   | Perse   | Risultato |
| --------------- | --------------- | ----------------- | ----------------- | ----------------- | ----------------- | ----------------- | ------- | ------- | --------- |
| HOU             | 2021            | 4                 | 13                | 0                 | 0.235             | 3° in AFC South   | -       | -       | -         |
| Totale carriera | Totale carriera | 4                 | 13                | 0                 | 0.235             | -                 | -       | -       | -         |